# Ryjówek równikowy
Ryjówek równikowy (Suncus aequatorius) – gatunek owadożernego ssaka z rodziny ryjówkowatych (Soricidae). Występuje w Kenii, zamieszkując pasmo górskie Taita Hills do wysokości 1500–1600 m n.p.m.. Prawdopodobnie występuje również w Tanzanii, jednak wymaga to potwierdzenia. Mały ssak o długości ciała 70-121 mm, ogona 48-74 mm. Osiąga masę ciała 3,5-9,5 g. Ekologia słabo poznana. W Czerwonej księdze gatunków zagrożonych Międzynarodowej Unii Ochrony Przyrody i Jej Zasobów został zaliczony do kategorii CR (krytycznie zagrożony). Wiele siedlisk tego gatunku jest rozdrobnionych i silnie zdegradowanych poprzez przekształcanie lasów do celów rolniczych.